# Alpine Northeast
Alpine Northeast és una concentració de població designada pel cens dels Estats Units a l'estat de Wyoming. Segons el cens del 2000 tenia 82 habitants.

## Demografia
Segons el cens del 2000, Alpine Northeast tenia 82 habitants, 39 habitatges, i 23 famílies. La densitat de població era de 6,3 habitants/km².
Dels 39 habitatges en un 12,8% hi vivien nens de menys de 18 anys, en un 51,3% hi vivien parelles casades, en un 5,1% dones solteres, i en un 38,5% no eren unitats familiars. En el 25,6% dels habitatges hi vivien persones soles el 2,6% de les quals corresponia a persones de 65 anys o més que vivien soles. El nombre mitjà de persones vivint en cada habitatge era de 2,1 i el nombre mitjà de persones que vivien en cada família era de 2,33.
Per edats la població es repartia de la següent manera: un 14,6% tenia menys de 18 anys, un 3,7% entre 18 i 24, un 35,4% entre 25 i 44, un 37,8% de 45 a 60 i un 8,5% 65 anys o més.
L'edat mediana era de 42 anys. Per cada 100 dones de 18 o més anys hi havia 100 homes.
La renda mediana per habitatge era de 42.917 $ i la renda mediana per família de 40.536 $. Els homes tenien una renda mediana de 21.250 $ mentre que les dones 0 $. La renda per capita de la població era de 19.712 $. Entorn del 26,1% de les famílies i el 39% de la població estaven per davall del llindar de pobresa.

## Poblacions més properes
El següent diagrama mostra les poblacions més properes.